# ستان أوكوي
ستان أوكوي (بالإنجليزية: Stan Okoye) مواليد 19 مارس 1991 في رالي، هو لاعب كرة سلة أمريكي/نيجيري. بدأ مسيرته الاحترافية في سنة 2013. يلعب مع نادي تراباني لكرة السلة في الدوري الإيطالي لكرة السلة الدرجة الثانية. يحمل الرقم 11. يبلغ طوله 6 قدم 6 بوصة (2.0 م). مثّل منتخب بلاده. شارك في دورة الألعاب الأولمبية الصيفية سنة 2016. حقق المركز الأول في بطولة أمم أفريقيا لكرة السلة 2015. لعب مع بالاكانسترو فاريزي ونادي تراباني لكرة السلة.

## الميداليات
| الميدالية | المسابقة                          |
| --------- | --------------------------------- |
| ذهبية     | بطولة أمم أفريقيا لكرة السلة 2015 |

## روابط خارجية
- ستان أوكوي على موقع الاتحاد الدولي لكرة السلة (الإنجليزية)
- ستان أوكوي على موقع الدوري الإسباني لكرة السلة (الإسبانية)
- ستان أوكوي على موقع كرة السلة الأوروبية.كوم (الإنجليزية)
- ستان أوكوي على موقع كلية كرة السلة في سبورتس رفرنس.كوم (الإنجليزية)
- ستان أوكوي على موقع ريلجم (الإنجليزية)
- ستان أوكوي على موقع بروبوليرز (الإنجليزية)
- ستان أوكوي على موقع سبورتس رفرنس (الإنجليزية)
- ستان أوكوي على موقع أوليمبيديا (الإنجليزية)